# Julià Babia i Privat
Julià Babia Privat (el Poblenou, Barcelona, 25 de gener de 1961 - Castelló de Farfanya, 9 de febrer de 1987) fou un militant independentista català, conegut amb el sobrenom d'el Nen.
De 1971 a 1981 va viure a Sant Boi de Llobregat. Allí contactà amb la incipient Esquerra Independentista, militant el 1976 a les Joventuts Revolucionàries Catalanes (JRC) i després al Partit Socialista d'Alliberament Nacional-Provisional (PSAN-p). El 1979 participà activament en la fundació dels Comitès de Solidaritat amb els Patriotes Catalans (CSPC) i en la constitució d'Independentistes dels Països Catalans (IPC). Fou el principal impulsor dels actes de solidaritat amb els presos de l'anomenat cas Batista i Roca al Baix Llobregat.
A començaments dels anys 1980 es traslladà a viure a Manresa, el Bages, on des dels CSPC, va impulsar el Moviment Independentista del Bages i la revista Espatec. El 1983 fou un dels organitzadors de la Trobada Independentista d'Artés, que va impulsar la campanya Cap a la construcció del Moviment de Defensa de la Terra, vital per a la constitució de les bases del MDT.
Va morir en un accident de trànsit a Castelló de Farfanya el 9 de febrer de 1987 quan es desplaçava a la Vall d'Aran per passar uns dies practicant esports de neu, juntament amb el seu amic Marcel·lí Canet, que conduïa el cotxe sinistrat. Fou enterrat al cementiri de Sant Boi de Llobregat i, malgrat que algunes biografies poc fiables li ho atribueixen, en el moment de la seva mort no es trobava realitzant cap tipus d'activitat clandestina. El que és públic, notori i contrastable és que en vida mai fou acusat, jutjat o condemnat per aquest tipus d'activitats i que l'organització Terra Lliure, en el moment del seu traspàs, no reivindicà la militància de Babia com sí que feia amb tots els seus militants morts.
El febrer de 2017, per recordar el 30è aniversari de la seva mort, l'organització Poble Lliure i el Fons de Documentació de l'Esquerra Independentista a les Comarques de Ponent van portar a terme un acte i la col·locació d'un monòlit en memòria seva. Arran d'aquest acte, la a Fiscalia de l'Estat Espanyol va presentar una demanda per enaltiment del terrorisme contra quatre membres de Poble Lliure: Guillem Fuster, portaveu de l'organització; Albert Botran, militant i diputat de la CUP al Parlament de Catalunya; Ferran Dalmau, i Toni Casserras. Posteriorment, la causa s'ha ampliat a la investigació de tres persones més: el músic Marcel Casellas, l'exmembre dels CSPC Josep Maria Cervelló i Marcel·lí Canet, que ni tan sols participà en l'acte i que acompanyava Babia el dia de l'accident.